# Arnex-sur-Orbe
Arnex-sur-Orbe ist eine politische Gemeinde im Distrikt Jura-Nord vaudois des Kantons Waadt in der Schweiz.

## Geographie
Arnex-sur-Orbe liegt auf 543 m ü. M., 3 km südsüdwestlich des Ortes Orbe und 13 km südwestlich der Bezirkshauptstadt Yverdon-les-Bains (Luftlinie). Das Haufendorf erstreckt sich im Schweizer Mittelland am Ostrand des Jurafussplateaus, rund 100 m über der Ebene der Orbe (französisch Plaine de l'Orbe).
Die Fläche des 7,6 km² grossen Gemeindegebiets umfasst einen Abschnitt des im Bereich von Arnex-sur-Orbe durchschnittlich auf 550 m ü. M. liegenden Jurafussplateaus. Nach Westen erstreckt sich der Gemeindeboden bis zum Crêt de la Croix (580 m ü. M.) und in den Wald Bioute, an dessen Rand sich einige unter Naturschutz stehende Weiher befinden (darunter der Étang d'Arnex). In einem schmalen Zipfel reicht das Gebiet nach Südwesten über die Erhebung Le Chaney (mit 614 m ü. M. höchster Punkt von Arnex-sur-Orbe) bis an den Fluss Nozon, der hier in einem rund 100 m in das Jurafussplateau eingeschnittenen Tal verläuft. Die Südostgrenze bildet ein Seitental des Nozon. Im Osten hat Arnex-sur-Orbe einen kleinen Anteil an der Orbeebene, die Ostgrenze bildet der Canal d’Entreroches. Von der Gemeindefläche entfielen 1997 6 % auf Siedlungen, 20 % auf Wald und Gehölze, 73 % auf Landwirtschaft und etwas weniger als 1 % war unproduktives Land.
Zu Arnex-sur-Orbe gehören einige Einzelhöfe. Nachbargemeinden von Arnex-sur-Orbe sind Orbe, Agiez, Bofflens, Croy, La Sarraz, Pompaples, Bavois und Chavornay.

## Bevölkerung
Mit 663 Einwohnern (Stand 31. Dezember 2023) gehört Arnex-sur-Orbe zu den kleineren Gemeinden des Kantons Waadt. Von den Bewohnern sind 94,0 % französischsprachig, 2,1 % deutschsprachig und 1,7 % portugiesischsprachig (Stand 2000). Die Bevölkerungszahl von Arnex-sur-Orbe belief sich 1850 auf 621 Einwohner, 1900 auf 612 Einwohner. Danach erfolgte bis 1970 (457 Einwohner) ein Bevölkerungsrückgang. Seither wurde wieder eine leicht steigende Tendenz beobachtet.

## Wirtschaft
Arnex-sur-Orbe ist noch heute ein landwirtschaftlich geprägtes Dorf. Dank der fruchtbaren Böden auf dem Jurafussplateau wird vorwiegend Ackerbau betrieben. An den Hängen unterhalb des Dorfes am Rand der Orbeebene werden Reben angepflanzt (ungefähr 65 ha Rebland). Weitere Arbeitsplätze bietet das lokale Kleingewerbe an. In den letzten Jahren hat sich Arnex-sur-Orbe zu einer Wohngemeinde entwickelt. Viele Erwerbstätige sind deshalb Wegpendler, die vor allem in Orbe arbeiten.

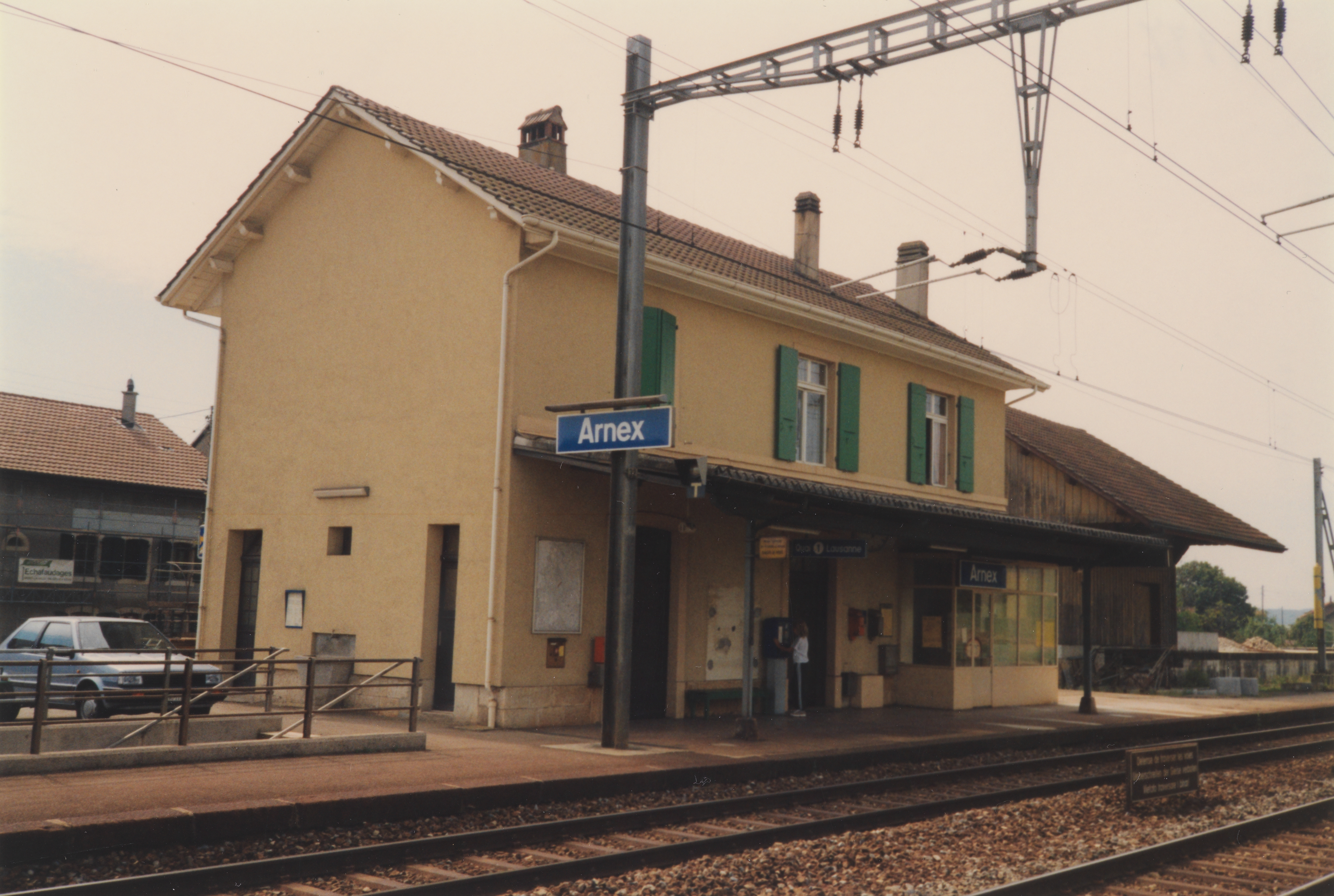
Stationsgebäude Arnex (1997)

## Verkehr
Die Gemeinde liegt zwar abseits der grösseren Durchgangsstrassen, ist aber trotzdem recht gut erreichbar, da die Anschlüsse an die Autobahnen A1 und A9 nur etwa 5 km entfernt sind. Am 1. Juli 1870 wurde die Eisenbahnlinie Cossonay – Vallorbe mit einem Bahnhof in Arnex-sur-Orbe in Betrieb genommen. Durch einen Postautokurs ist Arnex-sur-Orbe mit Orbe verbunden.

## Geschichte
Funde aus dem Neolithikum (im Nozon-Tal), aus der Römerzeit und aus dem frühen Mittelalter (Gräber) weisen auf eine frühe Besiedlung des Gemeindegebietes hin. Die erste urkundliche Erwähnung des Ortes erfolgte 1049 unter dem Namen Arniacum; 1228 erschien die Bezeichnung Arnei. Der Ortsname geht vermutlich auf den lateinischen Personennamen Arnius zurück.
Arnex-sur-Orbe kam 1049 durch Schenkung von Adalbert von Grandson an das Kloster Romainmôtier. Die Interessen des Klosters wurden fortan durch einen in Arnex-sur-Orbe ansässigen Meier vertreten. Mit der Eroberung der Waadt durch Bern im Jahr 1536 kam das Dorf zur Kastlanei und Landvogtei Romainmôtier. Nach dem Zusammenbruch des Ancien Régime gehörte Arnex-sur-Orbe von 1798 bis 1803 während der Helvetik zum Kanton Léman, der anschliessend mit der Inkraftsetzung der Mediationsverfassung im Kanton Waadt aufging. Es wurde 1798 dem Bezirk Orbe zugeteilt.

## Sehenswürdigkeiten
Die Dorfkirche Saint-Martin wird bereits 1228 erwähnt. Der mittelalterliche Chor stammt aus dem 14. Jahrhundert, das Kirchenschiff zum grössten Teil aus dem 18. Jahrhundert. Das Schloss von Arnex-sur-Orbe, ehemaliger Sitz des Meiers, wurde im 17. Jahrhundert errichtet. Im dicht bebauten alten Ortskern des Weinbaudorfes sind einige charakteristische Bauernhäuser aus dem 17. bis 19. Jahrhundert erhalten.